# Emil Warneken
Georg Emil Warneken (* 20. August 1885 in Bremen-Burgdamm; † 16. August 1976 in Bremen) war ein deutscher Richter, Landgerichtsdirektor und Richter am NS-Sondergericht in Bremen.

## Leben
Warneken wurde als Sohn des evangelischen Gutsbesitzers Bernhard Heinrich Warneken (1854 bis 1935) und dessen Ehefrau Betty Sara, geb. Fäsenfeldt (1854 bis 1923) in Burgdamm, heute Ortsteil von Bremen, geboren. Er studierte Rechtswissenschaften und wurde 1908 in Erlangen promoviert mit einer Untersuchung zu Lade- und Löschfristen im Seerecht.

### Bis 1939
Warneken war Vorsitzender der 1928 geschaffenen Bremer Gerichtshilfe. „Im Gegensatz zum seit 1837 bestehenden „Verein für entlassene Strafgefangene“, dessen Vorstand Warneken gleichfalls angehörte, betrieb die Gerichtshilfe keine Gefangenen- und Entlassenfürsorge, sondern verstand sich als Hilfsorgan der Justiz“, sie „wurde am 18. Mai 1934 dem NS-Amt für Volkswohlfahrt in Berlin unterstellt“. Da Warneken beide Vereine bereits in Personalunion führte, verschmolzen sie im Oktober 1935 zur „Bremischen Gefängnisgesellschaft“ und später zur „Bremischen Straffälligenbetreuung und Ermittlungshilfe“, deren vorrangiges Ziel waren die Gerichtshilfetätigkeit und die Wiedereingliederung der Entlassenen ins Erwerbsleben.

### Zweiter Weltkrieg
Nach Kriegsbeginn wurde die Zahl der Sondergerichte erhöht, so wurde auch in Bremen am 30. März 1940 ein neu geschaffenen Sondergericht eingerichtet, dem der Landgerichtspräsident Karl Rüther formell vorsaß. Als Landgerichtsdirektor war Warneken dessen stellvertretender Vorsitzender und nahm als ständiger Vertreter den Vorsitz bis 1945 wahr, Waldemar Seidel oder Staatsanwalt Erich Zander waren die Staatsanwälte, gemeinsam wurden 562 Fälle verhandelt gegen 918 Beschuldigte. Das letzte Urteil erfolgte am 24. April 1945, bevor das Sondergericht durch die alliierten Truppen am 27. April 1945 abgeschafft wurde.
Warneken, der sich vom Deutsch-nationalen zum überzeugten Nationalsozialisten gewandelt hatte, trat 1933 in die Nationalsozialistische Deutsche Arbeiterpartei ein. Der Aufstieg der Partei beschleunigte seine Karriere. Die Forschung konstatiert, dass er Entscheidungsspielräume zugunsten von Angeklagten bewusst nicht nutzte. Warneken zeichnet für insgesamt 49 Todesurteile verantwortlich, darunter das erschreckende Urteil zur Hinrichtung des erst 16-jährigen polnischen Zwangsarbeiters Walerian Wróbel. oder das Todesurteil als Strafmaß für ein Glas entwendete Marmelade aus einem Trümmerhaus. Zudem wird präzisiert, „dass die Urteilspraxis am Sondergericht Bremen in zahlreichen Fällen auf die zeitgenössische Volksgemeinschaftsideologie abhob und zugleich die Propaganda sozialer Homogenität auf Warnekens individuelles Berufsverständnis einwirkte“, der als überzeugter Nationalsozialist offenbar unerschüttert auf den propagierten „Endsieg“ setzte und bis zum Zusammenbruch der NS-Herrschaft seine Tätigkeit mit Überzeugung, Akribie und hoher Leistung ausführte im steten Kampf gegen „innere Feinde“, denen er zuschrieb, als „Gemeinschaftsfremde“ und „Volksschädlinge“ die Schuld am „entgangenen Sieg“ zu haben ebenso wie die „Führungsetage der NSDAP“, die „in ihrem Größenwahn unsinnige Befehle erteilt und eine wenig feinfühlige Taktik verfolgt“ habe.

### Nach 1945
Nach 1945 gab sich Warneken naiv. Eidesstattlich gab er im Entnazifizierungsverfahren gegen ihn zu Protokoll, er sei 8 Jahre lang vom 1. Mai 1937 bis April 1945 nur „NSDAP-Parteianwärter“ gewesen sowie auf Druck von 1936 bis 1939 zudem förderndes Mitglied der SS. Ein  Parteibuch will er nie erhalten haben. Dagegen steht Warnekens eigenhändig unterschriebenes Beitrittsformular zur NSDAP, Gau Weser-Ems, Kreis Bremen, vom 26. April 1933, das sich im Berlin Document Center befindet.
Warneken wurde trotz Unterstützung durch den Justizsenator und späteren Bürgermeister Theodor Spitta nicht wieder als Richter eingesetzt; er wurde in den Ruhestand versetzt. Seine Unrechtsurteile taten seinem Ansehen in der Stadt keinen Abbruch. In den 1950er Jahren wurde er sogar noch Justiziar einer Bank.
Zu den gefällten Urteilen, die mit dem oft missbrauchten Begriff des „gesunden Volksempfindens“ begründet wurden, schrieb Warneken nach dem Krieg: „Kein einziges Todesurteil ist wegen einer politischen Straftat ausgesprochen worden, vielmehr gegen Einbrecher, gefährliche Gewohnheitsverbrecher, Brandstifter, Volksschädlinge, Eisenbahnräuber, Gewaltverbrecher, Plünderer, Mörder und Posträuber.“ Außerdem habe das Gericht so sauber gearbeitet, dass „auch die verurteilten Angeklagten anerkennen mußten, dass der Sachverhalt vollständig und richtig aufgeklärt ist.“

## Weitere Aktivitäten
Er war von 1917 bis 1976 Vorsitzender des Vereins Ellener Hof, wo nach den vereinseigenen Statuten „sittlich verwahrloste Kinder, welche den Einflüssen einer verderblichen Umgebung unterliegen oder bereits in Strafanstalten eingesessen haben“ aufgenommen werden sollten.

## Privates
Er war seit 23. Mai 1915 (in Elsfleth) verheiratet mit Elsa Köhne (5. August 1888 bis 17. November 1975). Warneken wurde im Familiengrab auf dem Riensberger Friedhof in Bremen beigesetzt.

## Schriften
- Lade- u. Löschfristen im Seerecht. Warneken, Emil G., a. Burgdamm, Referendar in Bremen, Vegesack: F. W. L. Borowsky, 1908, Anmerkung: Erlangen, Jur. Fak., Ref. Sehling, Diss. v. 22. Mai 1908.[21]